# Площадь Италии (Буэнос-Айрес)
Площадь Италии (исп. Plaza Italia) — площадь в районе Палермо города Буэнос-Айрес. Имеет округлую форму и находится на пересечении улиц Санта-Фе, Сармьенто, Лас-Эрас, Тамес и Борхеса. Одно из наиболее загруженных транспортом мест в Буэнос-Айресе.

## История

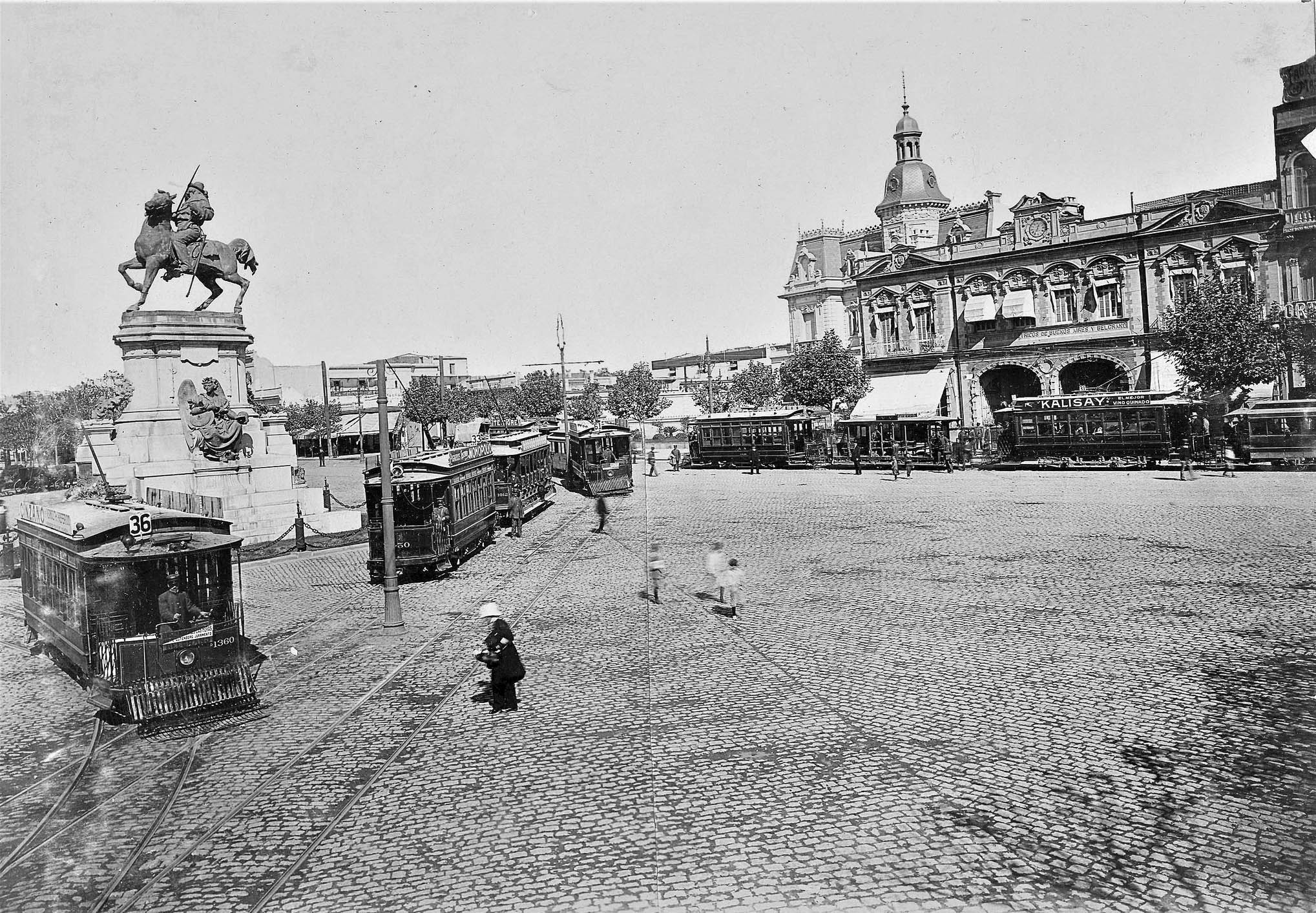
Площадь в конце XIX века.

Сооружение площади началось в 1898 году.
Изначально площадь называлась Портонес, но 1909 приказом муниципалитета её название было изменено на современное. Своим названием площадь обязана тому факту, что итальянцы были крупнейшей национальной общиной Аргентины того времени.
22 апреля 1897 года от площади Италии пошёл первый электрический трамвай в Буэнос-Айресе. Этому событию посвящена мозаика в северо-восточной части площади.

## Описание
В центре площади находится памятник Джузеппе Гарибальди работы Эухенио Макканьяни, открытый 19 июня 1904 в присутствии Хулио Рока и Бартоломео Митре. Монумент был подарен городу итальянской общиной.
Ныне вблизи площади находится стоянка конных туристических экипажей. Кроме того, площадь является конечной остановкой многих линий общественного транспорта города. Под площадью находится станция метро «Площадь Италии» (линия D).
В северной части площади находится оригинальная колонна из Римского Форума, подаренная муниципалитетом Рима. Возраст колонны более 2000 лет, что делает её старейшим монументом Буэнос-Айреса.
Ранее в центре площади находился фонтан, который был перенесен с Майской площади, но впоследствии его убрали.
Вокруг площади находятся Планетарий, Выставочный центр «Ла Рураль», Ботанический сад им. К. Тайса и Зоопарк Буэнос-Айреса.

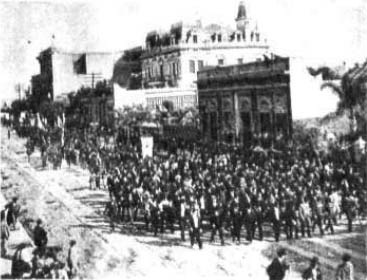
Закладка первого камня площади  (1898)
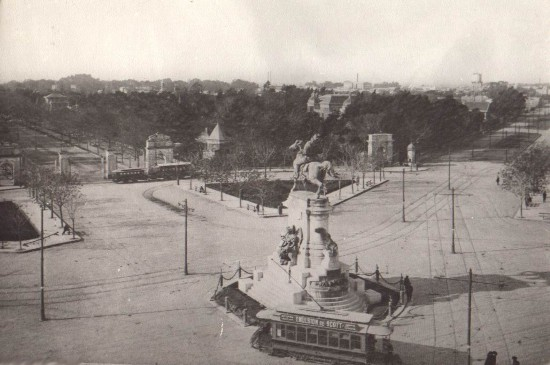
Площадь Италии (1904)
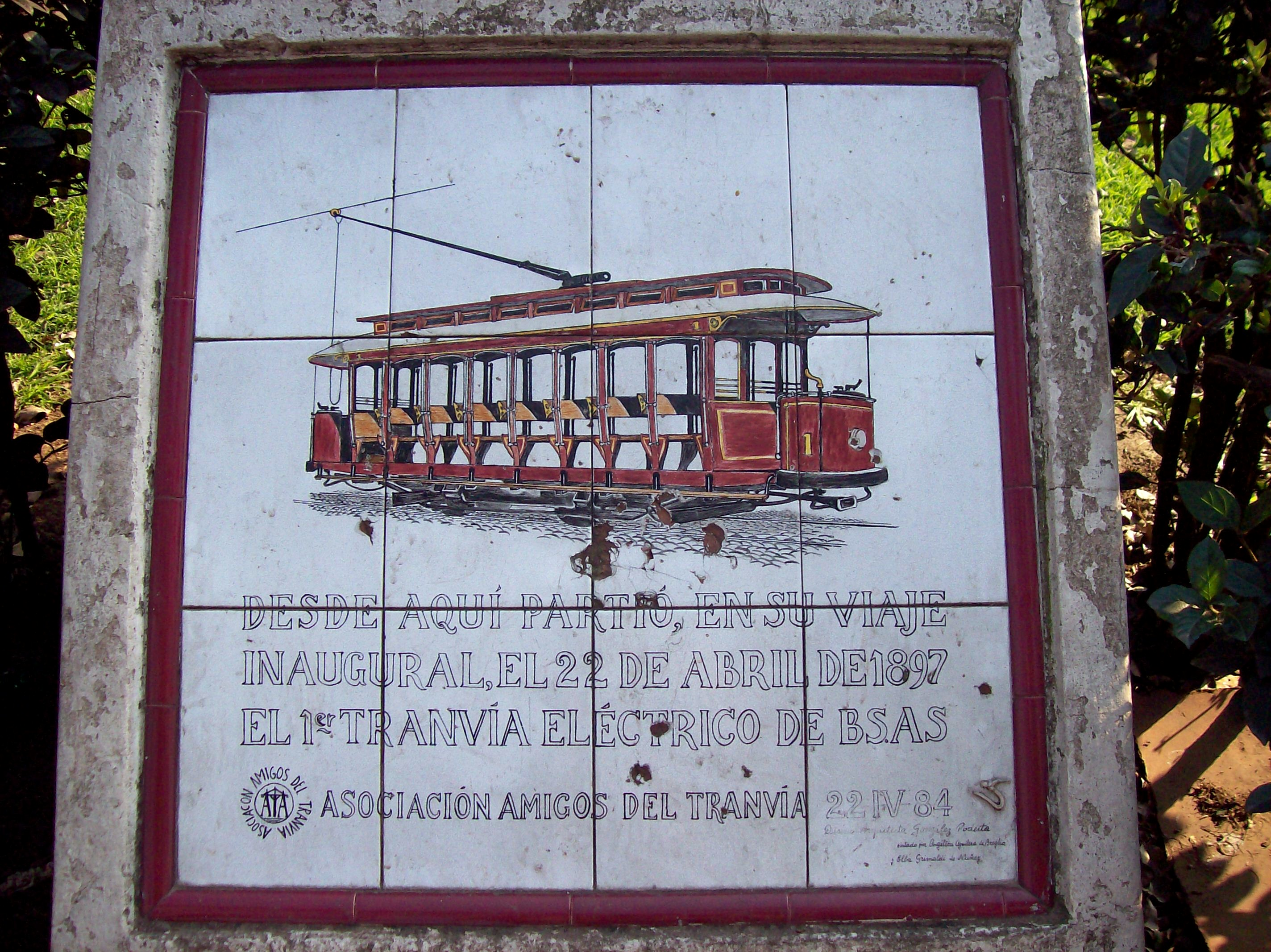
Мемориальная доска аргентинскому трамваю